# アフマド・アレーナ
アフマド・アレーナ (露: Ахмат-Арена) はロシアのチェチェン共和国、グロズヌイにあるスタジアム。ロシア・プレミアリーグに所属しているFCアフマト・グロズヌイがホームスタジアムとして使用している。

## 概要
2008年4月15日に建設が始まり3年の工事を経て完成をした。2011年5月11日、スタジアムの完成を祝ってこけら落しが行われた。記念式典は2時間半行われ、チェチェン共和国大統領のラムザン・カディロフは試合前に「チェチェン共和国にこのスタジアムのような非常に現代的な建物が建設されたことを嬉しく思う」と演説をした。カフカース地域からなるロシア選抜にはチェチェン共和国大統領のラムザン・カディロフ、アレクサンドル・フロポーニン、リナト・ダサエフらが連ねた。国際選抜はディエゴ・マラドーナ、ルイス・フィーゴ、フランコ・バレージ、アレッサンドロ・コスタクルタ、ファビアン・バルテズ、ジャン＝ピエール・パパン、アラン・ボゴシアン、イバン・サモラーノ、エンツォ・フランチェスコリ、ロベルト・アジャラと言った往年の名選手が参加をした。試合はカフカース地域からなるロシア選抜が5-2で勝利をし、5得点のうちの3得点はカディロフ大統領が挙げた。

## 公式戦
2011年5月20日、ロシア・プレミアリーグ第10節のFCアンジ・マハチカラ戦で初の公式戦が行われた。試合はアフマト・グロズヌイ（当時テレク・グロズヌイ）に所属をするブルガリア人MF、ブラゴイ・ゲオルギエフが45分に得点をし、1-0でテレク・グロズヌイが勝利をした。